# Raz de Sein
Le raz de Sein est un passage maritime du sud de la mer d'Iroise, entre l'île de Sein et la pointe du Raz, dans le Finistère, en Bretagne. Ce détroit d'environ huit kilomètres de largeur est réputé pour ses brisants et son courant de marée violent, d'où le terme de raz.

## Description
Le Raz de Sein est la route maritime la plus courte et la plus sûre pour les navires circulant entre la côte Atlantique et la Manche car plus à l'ouest, des hauts-fonds, l'île de Sein puis la chaussée de Sein barrent la route sur plus de 20 milles. Pour des raisons de sécurité et afin de minimiser le risque de pollution, les grands navires ne sont plus autorisés à emprunter ce passage.
C'est également une zone de navigation très dangereuse du fait du courant très violent généré par les marées qui s'intensifient avec les filets d'eau qui doivent converger entre la pointe du Raz et l’île de Sein : 7 nœuds pendant le flot, dirigé vers le Nord- Est, 6 nœuds pendant le jusant, dirigé vers le Sud-Ouest, pendant les marées en vives eaux de coefficient 100. Le courant lève, même par brise modérée, une mer très forte gênante y compris pour des navires d'un certain tonnage. Les guides de navigation recommandent d'attendre la renverse (ou l'étale), moment où le courant s'annule et la mer se calme, pour franchir le raz de Sein. Sinon, plusieurs passages de terre sont conseillés, le « petit raz » et le « Trouziard » (ou « Trouz Yar »).
Le passage du Raz de Sein est délimité au Nord par le parallèle passant par le phare de Tévennec et au Sud par le parallèle passant par la pointe de Lervily, entre la pointe du Raz et le pont des chats.

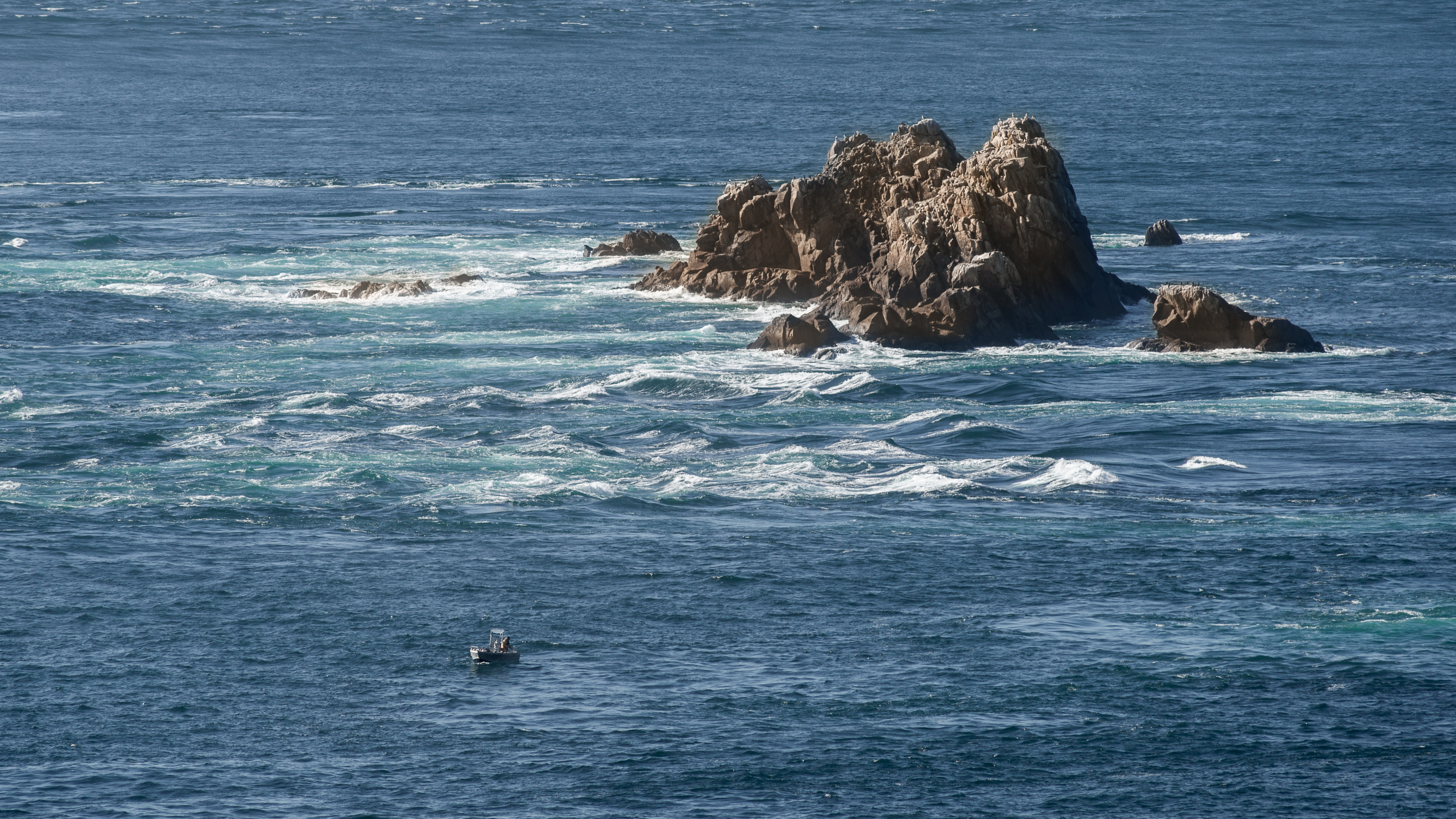
Raz de Sein, passage du « Trouz Yar » par mer très calme et petit coefficient de marée.
- Le raz de Sein dans la tempête.
- Pêcheur dans le raz de Sein.
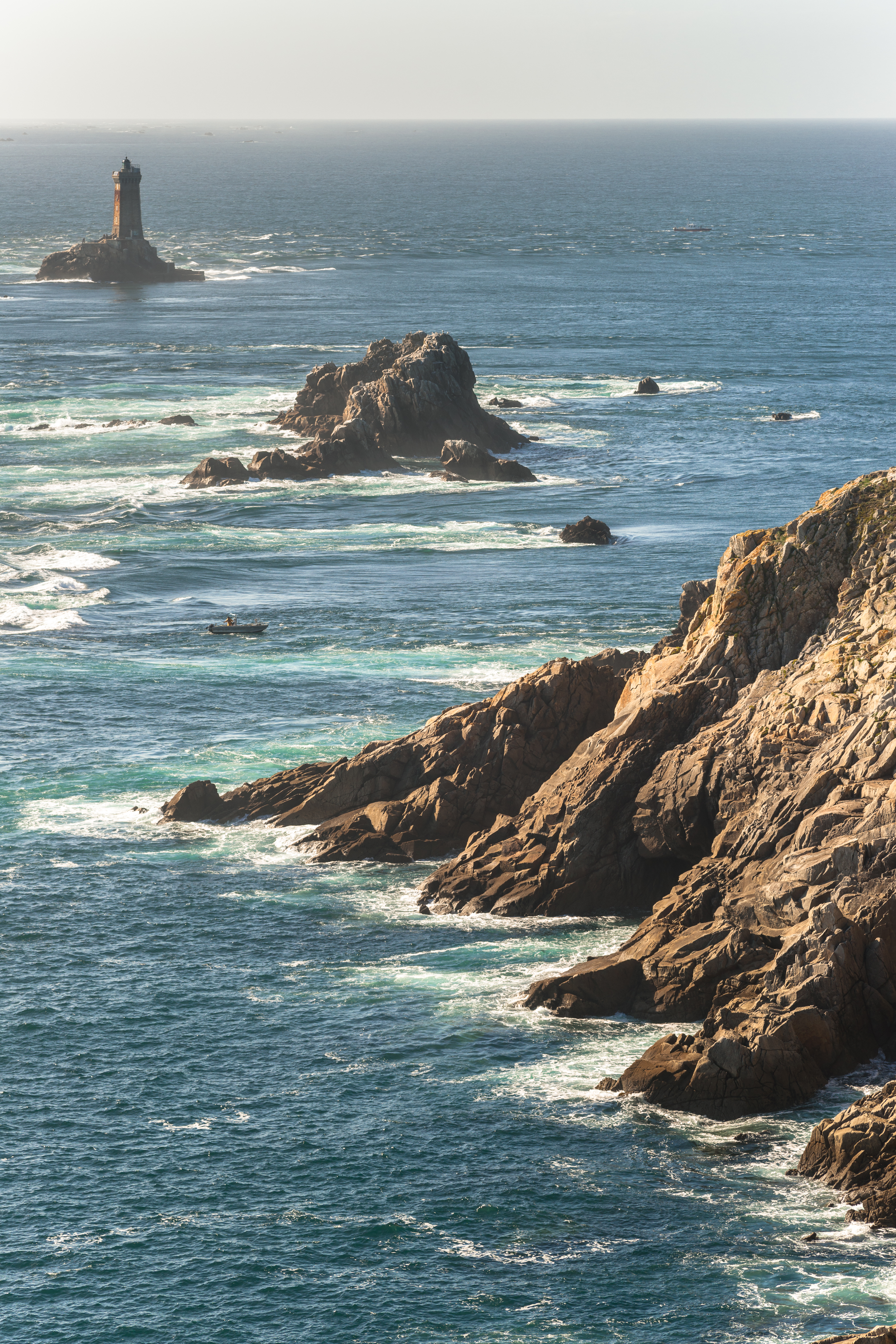
Pêcheur entre la pointe du Raz et le phare de la Vieille.

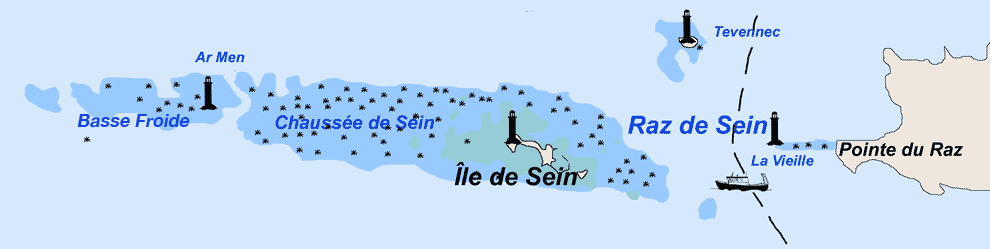
Carte du raz de Sein entre la chaussée de Sein qui porte l'île du même nom et la pointe du Raz.

## Phares et balises
- Phare de la Vieille
- Tourelle de la Plate
- Tourelle du Chat
- Phare de Tévennec
- Grand phare de l'île de Sein

## Potentiel hydrolien
Le fort courant présent dans le raz de Sein pourrait être intéressant pour développer un parc hydrolien, aménagement projeté à l'horizon 2030,.

## Naufrages
L'Élorn, ex-pétrolier des Forces navales françaises libres,  talonne le 25 octobre 1957 le rocher du phare de la Vieille du raz de Sein. Le navire n'est pas évacué mais remorqué en urgence à Brest. Mis en cale sèche le lendemain, il est décidé de ne pas le réparer compte tenu de l'ampleur de sa brèche.
Le 12 janvier 1978, à 23h20, à la suite d'une erreur de navigation par temps de tempête, l'escorteur d'escadre Duperré D633 talonne dans le Raz de Sein. Une voie d'eau le prive de propulsion. Après une évacuation de la majeure partie de l'équipage par le canot de sauvetage de l'île de Sein, le navire est remorqué sur Brest le lendemain où il entre au bassin le 13 janvier. Une brèche de 35 mètres dans la coque et tout le système de propulsion détruit font hésiter sur sa remise en état. Il ne sera finalement réparé que le 30 novembre 1979.
Le 26 mai 2006, alors qu'ils pêchent le bar dans le Raz de Sein à bord du ligneur Liberté, l'industriel Édouard Michelin et le patron-pêcheur Guillaume Normant périssent lors du naufrage de leur bateau, lequel est retrouvé le surlendemain gisant par 70 m de fond, sans dégâts apparents, à quelque 15 km à l'ouest de l'Île de Sein.